# Dundas (ancienne circonscription fédérale)
Pour les articles homonymes, voir Dundas.
Dundas fut une circonscription électorale fédérale de l'Ontario, représentée de 1867 à 1925.
C'est l'Acte de l'Amérique du Nord britannique de 1867 qui créa le district électoral de Dundas. Abolie en 1924, la circonscription fut intégrée dans Grenville—Dundas.

## Géographie
En 1867, la circonscription de Dundas comprenait :
- Le comté de Dundas

En 1914, les cantons de Finch et d'Osnabruck et le village de Finch furent ajoutés à la circonscription

## Députés
1. 1867-1872 — John Sylvester Ross, L-C
2. 1872-1878 — William Gibbon, PLC-IND
3. 1878-1882 — John Sylvester Ross, L-C (2)
4. 1882-1891 — Charles Erastus Hickey, CON
5. 1891-1896 — Hugo H. Ross, CON
6. 1896-1917 — Andrew Casselman, CON
7. 1917-1921 — Orren D. Casselman, CON
8. 1921-1925 — Preston Elliott, PPC

- CON = Parti conservateur du Canada (ancien)
- L-C = Parti libéral-conservateur
- PLC = Parti libéral du Canada
- PPC = Parti progressiste du Canada